# Koulourakia
I koulourakia (in greco κουλουράκια?) sono dei tipici dolci greci, tipicamente realizzati a Pasqua per poi essere mangiati dopo il Sabato Santo.
Si tratta di biscotti a base di burro, tradizionalmente modellati a mano, e spennellati d'uovo. Hanno un sapore dolce e delicato, con sentori di vaniglia. I koulourakia sono anche conosciuti per essere decorati con semi di sesamo e per la tradizionale forma ad anello o spirale o treccia.
A volte, viene anche aggiunta una fogliolina al centro del biscotto, per conferirne l'aroma.